# NGC 2449
NGC 2449 je galaksija u zviježđu Blizancima.

## Vanjske poveznice
- SEDS: NGC 2449